# Alice in Chains (álbum)
Alice in Chains es el tercer álbum homónimo de la banda de grunge Alice in Chains. Es su tercer álbum de larga duración, ya que Jar of Flies se considera EP y no un álbum completo. El álbum era conocido también como Tripod, ya que en la carátula aparece un perro con tres patas. La edición en CD venía en dos versiones, una con el estuche púrpura transparente y con el lomo amarillo verdoso, y otra con la combinación al revés. Este es el primer álbum de estudio de la banda para el bajista Mike Inez y el último disco de estudio que cuenta con el vocalista Layne Staley antes de su muerte en 2002.
Aunque no tuvo tanto éxito como Dirt, el álbum obtuvo 2 veces disco de platino en los Estados Unidos (EE. UU.), a pesar de no tener apoyo mediante conciertos debido al pésimo estado de salud del vocalista Layne Staley a causa de las drogas. Alice in Chains es considerado por los fanes como un álbum memorable, gracias a un estilo un poco más lento y "pesado" y sus líricas al borde de lo morboso, en canciones como Grind, Head Creeps o Frogs.
Con la excepción de Grind, Heaven Beside You, Again y Over Now, todas las letras fueron escritas por Layne Staley, haciendo de este álbum su mayor contribución lírica a la banda. También compuso íntegramente el tema Head Creeps, como también hizo con Hate to Feel y Angry Chair del álbum Dirt.

## Lista de canciones
Todas las letras escritas por Layne Staley, excepto donde sea indicado.
| N.º | Título              | Letras         | Música                           | Duración |  |
| 1.  | «Grind»             | Jerry Cantrell | Cantrell                         | 4:45     |  |
| 2.  | «Brush Away»        |                | Cantrell, Mike Inez, Sean Kinney | 3:22     |  |
| 3.  | «Sludge Factory»    |                | Cantrell, Kinney                 | 7:12     |  |
| 4.  | «Heaven Beside You» | Cantrell       | Cantrell, Inez                   | 5:27     |  |
| 5.  | «Head Creeps»       |                | Staley                           | 6:29     |  |
| 6.  | « Again»            |                | Cantrell                         | 4:05     |  |
| 7.  | «Shame in You»      |                | Cantrell, Inez, Kinney           | 5:35     |  |
| 8.  | «God Am»            |                | Cantrell, Inez, Kinney           | 4:08     |  |
| 9.  | «So Close»          |                | Cantrell, Kinney                 | 2:45     |  |
| 10. | «Nothin' Song»      |                | Cantrell, Kinney                 | 5:40     |  |
| 11. | «Frogs»             |                | Cantrell, Inez, Kinney           | 8:18     |  |
| 12. | «Over Now»          | Cantrell       | Cantrell, Kinney                 | 7:03     |  |

Pistas adicionales japoneses

Todas las letras escritas por Staley, toda la música compuesta por Cantrell. 
| N.º | Título                                                | Duración |  |
| 13. | «Again (Tattoo of Pain Mix)»                          | 4:01     |  |
| 14. | «Again (Jungle Mix)» (También conocido como Club Mix) | 4:01     |  |

## Músicos
- Layne Staley - Voz, guitarra rítmica.
- Jerry Cantrell - Guitarra principal, voz, coros.
- Mike Inez - Bajo
- Sean Kinney - Batería.

## Personal técnico
- Stephen Marcussen - Masterizado
- Toby Wright - Producción, Ingeniería, Mezclado.
- Tom Nellen - Ingeniería
- John Seymour - Asistente de mezclado.
- Rocky Schenck - Fotografía
- Mary Maurer - Dirección de arte.
- Doug Erb - Diseño, diseño de portada.

## Posiciones en las listas

### Listas semanales
| Lista (1995–1996)                    | Posición más alta |
| ------------------------------------ | ----------------- |
| Australia (ARIA)                     | 5                 |
| Canadá (Billboard Canadian Albums)   | 5                 |
| Países Bajos (Album Top 100)         | 75                |
| Finlandia (Suomen virallinen lista)  | 13                |
| Alemania (Offizielle Top 100)        | 93                |
| Nueva Zelanda (RMNZ)                 | 28                |
| Noruega (VG‑lista)                   | 11                |
| Escocia (Scottish Albums Chart)      | 37                |
| Suecia (Sverigetopplistan)           | 11                |
| Reino Unido (UK Albums Chart)        | 37                |
| Reino Unido (UK Rock & Metal Albums) | 4                 |
| Estados Unidos (Billboard 200)       | 1                 |

- Datos: Q600212